# Sokół (raper)
Sokół, również Nocny Narrator, właśc. Wojciech Sosnowski (ur. jako Wojciech Sokół 11 marca 1977 w Warszawie) – polski raper, autor tekstów, przedsiębiorca i dziennikarz radiowy znany z działalności w grupie WWO, kolektywie ZIP Skład, duetach TPWC i z Marysią Starostą. Prowadzi również solową działalność artystyczną. Członek Akademii Fonograficznej ZPAV.
Współpracował ponadto z takimi wykonawcami, jak Slums Attack, Molesta Ewenement, Hemp Gru, Wzgórze Ya-Pa 3, O.S.T.R., Mor W.A., Kapela Czerniakowska, Michał Urbaniak, Ania Szarmach, Tede, Taco Hemingway, Franek Kimono, Bonus RPK oraz Soundkail.
W 2011 roku Sosnowski został sklasyfikowany na 2. miejscu listy 30 najlepszych polskich raperów według magazynu Machina. Rok później znalazł się na 18. miejscu analogicznej listy opublikowanej przez serwis Porcys. Jako dziennikarz był związany ze stacją radiową Roxy FM. Poza działalnością artystyczną pełni funkcję prezesa rady nadzorczej wytwórni muzycznej Prosto, której był założycielem.

## Działalność artystyczna
Sokół działalność artystyczną rozpoczął w 1996 roku w duecie TPWC, którą utworzył wraz z Ponem. Ich pierwszym utworem był „Hołd”. Rok później raperzy, wraz z członkami zespołu Fundacja nr 1, utworzyli kolektyw pod nazwą ZIP Skład. W konsekwencji duet TPWC zawiesił działalność. Wcześniej, Sokół i Pono wystąpił m.in. podczas Rap Day ’97, poprzedzając występ formacji Run-D.M.C. Jedynym, fonograficznym przejawem ówczesnej działalności TPWC był występ gościnny w utworze „Bez refrenu”, który znalazł się na wydanym w 1998 roku albumie producenckim DJ-a 600V – Produkcja hip-hop. 6 września 1999 roku nakładem R.R.X. do sprzedaży trafił debiutancki album ZIP Składu zatytułowany Chleb powszedni. Na wydawnictwie liczącym niewiele ponad 70 min. znalazło się 20 utworów. Produkcji nagrań podjęli się członkowie ZIP Składu oraz DJ 600V, Boese i Kliczu. Natomiast autorami scratch’y byli DJ Deszczu Strugi, DJ 600V oraz Vienio pod pseudonimem DJ Variat. Gościnnie na płycie wystąpili: zespół Mor W.A. oraz Kaczy, raper tworzący wówczas wraz z Chadą projekt Proceder. Nagrania sprzedały się w nakładzie 20 tys. egzemplarzy. Do utworu „Zipping” powstał pierwszy teledysk, w którym wystąpił Sokół.
W 1999 roku Sokół wraz z Jędkerem, również członkiem ZIP Składu, założył zespół WWO.
Rok później Sokół wystąpił gościnnie na płytach Zipery – O.N.F.R. i Mor W.A. – Te słowa mówią wszystko. Raper wziął również udział w nagraniach składanek Styl reprezentacji pierwszej ligi i Pokaż walory. Na pierwszej z nich znalazł się solowy utwór Sokoła pt. „A zresztą...”, natomiast na drugiej nagrana z Włodim, Fu i Jaźwą kompozycja „Pamiętaj o melanżu”. 6 września, także 2000 roku nakładem BMG Poland ukazał się pierwszy album WWO zatytułowany Masz i pomyśl. Nagrania dotarły do 31. miejsca zestawienia OLiS. Gościnnie w nagraniach wzięli udział m.in. Pelson, Włodi oraz członkowie zespołu ZIP Skład. Natomiast materiał muzyczny poza WWO wyprodukowali m.in. Karton, Majki i Waco.
W listopadzie 2001 roku, po wydaniu debiutu, w wyniku konfliktu z wytwórnią płytową BMG Poland grupa przyjęła nową nazwę W Wyjątkowych Okolicznościach. Przyczyną sporu była piosenka WWO umieszczona bez wiedzy zespołu na kompilacji sygnowanej przez stację telewizyjną MTV. Do składu na stałe dołączył także DJ Deszczu Strugi. Również w 2001 roku Sokół gościł na solowej produkcji Eldoki pt. Opowieść o tym, co tu dzieje się naprawdę. Wziął także udział w nagraniach kompilacji Projekt postawa – co od dzisiaj jest istotne...
1 października 2002 roku został wydany pierwszy singel WWO zwiastujący drugą płytę pt. „Moda”. Na wydawnictwie znalazł się m.in. utwór „W wyjątkowych okolicznościach”, który przysporzył zespołowi znacznej popularności. Promowana teledyskiem piosenka znalazła się m.in. na 16. miejscu w zestawieniu telewizyjnej audycji TVP2 30 ton – lista, lista przebojów. Również w październiku do sprzedaży trafił drugi album WWO pt. We własnej osobie. Wyróżniona nominacją do nagrody polskiego przemysłu fonograficznego Fryderyka płyta dotarła do 8. miejsca listy sprzedaży OLiS. Nagrania wyprodukowali m.in. DJ 600V, Noon, DJ Decks i WhiteHouse. Wśród gości znaleźli się m.in. zespoły Soundkail, Hemp Gru i Mor W.A. W międzyczasie Sokół rapował gościnnie na płytach takich wykonawców jak: Fu, Pono, WSP oraz Vienia i Pelsona.
8 maja 2003 roku został opublikowany drugi singel pochodzący z płyty zatytułowany „Damy radę”. Piosenka, również promowana teledyskiem, odniosła znaczny sukces. Utwór znalazł się m.in. na 2. i 12. miejscu, odpowiednio Szczecińskiej Listy Przebojów oraz Listy Przebojów Polskiego Radia Pomorza i Kujaw. Pod koniec roku ukazał się debiut producencki Emade – Album producencki. Raper wystąpił w piosence pt. „Dam ci przeżyć”. Wcześniej muzyk wziął udział w nagraniach płyty 15 Minut Projekt pod tym samym tytułem. Zwrotki Sokoła znalazły się w zarejestrowanej wraz z Anną Szarmach kompozycji „Najdłuższy chillout w mieście”.
W 2004 roku, poza licznymi koncertami wraz z WWO, Sokół wystąpił gościnnie na płytach Hemp Gru – Klucz i Analogii – Esensja czysta.
Na początku 2005 roku do sprzedaży trafiły produkcje SLU – Najlepszą obroną jest atak oraz duetu Małolat i Ajron – W pogoni za lepszej jakości życiem z gościnnym udziałem Sokoła. 12 listopada, tego samego roku równolegle do sprzedaży trafiły dwa albumy WWO zatytułowane Witam was w rzeczywistości i Życie na kredycie. Wydawnictwa uplasowały się odpowiednio na 12. i 18. miejscu zestawienia OLiS, sprzedając się w przeciągu dziesięciu dni od premiery w nakładzie około 10 tys. egzemplarzy każda. Pierwsza z płyt powstała według koncepcji Sokoła z udziałem licznych producentów, w tym m.in. duetu WhiteHouse, Beathoavenz, Korzenia i Emade. Natomiast druga, opracowana przez Jędkera płyta została w całości wyprodukowana przez Toma Meyera. Wyróżnione nominacją do Superjedynki nagrania nie odniosły jednak równie spektakularnego sukcesu komercyjnego co poprzedni album WWO.
Po nagraniu ostatnich albumów przez WWO, Sokół i Jędker postawili na stworzenie oddzielnych projektów. Jędker wydał w 2007 roku solowy album pt. Czas na prawdę. Sokół również planował album solowy, jednakże produkcja została przekształcona w projekt Sokół feat. Pono (TPWC). Wcześniej, także w 2006 roku, Sokół gościł na jedynym albumie składu Bez Cenzury – Klasyk. Zwrotka rapera znalazła się w utworze „Reprezentuję siebie”, w którym wystąpili także, inni, liczni wykonawcy, w tym m.in. THS Klika, Hemp Gru i Pyskaty. Sokół gościł również na wydanej pod koniec roku płycie składu THS Klika zatytułowanej Liryka chodnika oraz wziął udział w nagraniach składanek Prosto Mixtape Deszczu Strugi i Cuba Libre.
14 grudnia 2007 roku nakładem Prosto ukazał się debiutancki album TPWC formacji zatytułowany Teraz pieniądz w cenie. Produkcja sygnowana jako Sokół feat. Pono dotarła do 10. miejsca zestawienia OLiS. Niespełna rok później wydawnictwo uzyskało status złotej płyty. Album został wyprodukowany m.in. przez Czarnego, muzyka związanego z formacją HiFi Banda oraz przez wykonawcę muzyki tanecznej Roberta M. Na płycie znalazła się m.in. piosenka pt. „W aucie”, która przysporzyła duetowi popularności wykraczającej poza środowisko fanów muzyki hip-hopowej. Kompozycja w oryginale została zrealizowana z gościnnym udziałem Jędkera oraz Franka Kimono, postaci wykreowanej przez aktora Piotra Fronczewskiego. W ramach promocji do zremiksowanej wersji utworu z gościnnym udziałem Freda został zrealizowany teledysk, który wyreżyserował Jakub Łubniewski, znany m.in. ze współpracy z grupami WWO i Hemp Gru. Oprócz wykonawców piosenki w obrazie wystąpił także aktor i satyryk Stefan Friedmann.
Także w 2007 roku Sokół rymował na płytach Fusznika – Krew i dusza, Bosskiego i Piero – Krak, a także duetu White House – Kodex 3: Wyrok.
Kolejny album formacji TPWC, ponownie sygnowany jako Sokół feat. Pono pt. Ty przecież wiesz co ukazał się 20 grudnia 2008 roku. Płyta wydana przez firmę Prosto dotarła do 13. miejsca zestawienia OLiS. Wydawnictwo było promowane teledyskami do utworów „Miód i cukier” i „Poczekalnia dusz” z gościnnym udziałem Sylwestra Kozery znanego z występów w Kapeli Czerniakowskiej. W 2008 roku duet dał szereg koncertów. Raperzy wystąpili m.in. na festiwalach Hip Hop Kemp i Coke Live Music Festival.
W 2009 roku Sokół i Pono jako TPWC wystąpili gościnnie wraz z Korasem na jedynym albumie zespołu Fundacja nr 1 – Poste restante. 7 grudnia, tego samego roku nakładem utworzonej przez Pona oficyny 3label ukazał się trzeci album duetu zatytułowany To prawdziwa wolność człowieka. Materiał sygnowany jako produkcja Pono feat. Sokół dotarł do 29. miejsca listy OLiS. Album został wyprodukowany przez Piotra Skotnickiego, znanego m.in. z występów w punkowym zespole Włochaty. W międzyczasie Sokół gościł na płytach Projektantów – Braterstwo krwi, Oxy.gen – Dziewczyny, Popka – HeavyWeight, Bezimiennych – Walka oraz Kompleksu – Dosadno u raju.

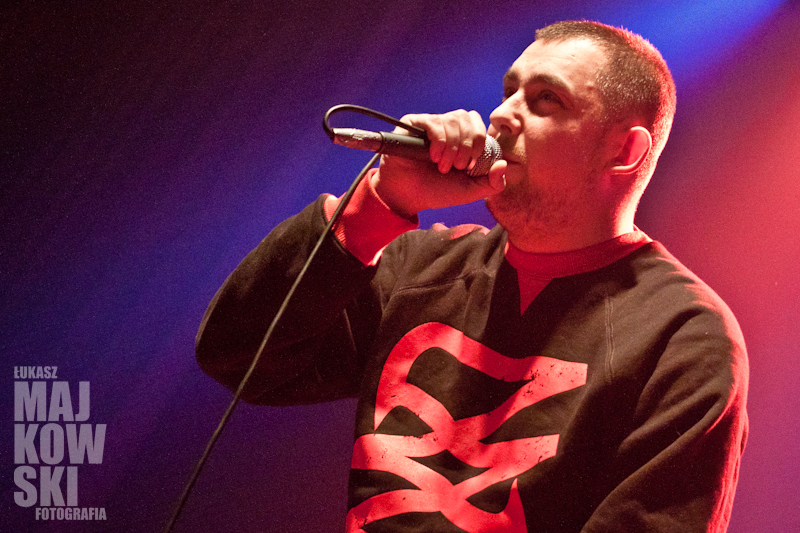
Sokół, 2012

W kwietniu 2009 roku ukazał się piąty album studyjny wrocławskiego duetu producenckiego White House pt. Poeci z gościnnym udziałem Sokoła. Na płycie znalazły się utworzy utrzymane w konwencji hip-hiphopowej, nagrane do tekstów wierszy polskich poetów. Raper wykonał wiersz Stanisława Wyspiańskiego zatytułowany „Niech nikt nad grobem mi nie płacze”. Natomiast latem do sprzedaży trafiła płyta klubowego producenta Roberta M – TAxi z gościnnym udziałem Sosnowskiego w utworze „Chciałbym tu”.
Z kolei w 2010 roku Sokół gościł na płytach duetu Toony’ego i DJ-a Tomekk – Ehrenkodex, Pokoju z Widokiem na Wojnę – 2010 oraz HiFi Bandy – 23:55. Do sprzedaży trafiła także składanka Prosto Mixtape 600V na której znalazło się dziesięć utworów z udziałem Sosnowskiego. Również w 2010 roku działalność zakończył projekt TPWC.
W międzyczasie muzyk nawiązał współpracę z piosenkarką Marysią Starostą, z którą pozostawał w związku partnerskim. Para podjęła się realizacji wspólnego albumu. Materiał zatytułowany Czysta brudna prawda ukazał się 13 maja 2011 roku nakładem Prosto. W realizacji projektu wzięli udział liczni producenci w tym m.in. Jimmy Ledrac, Shuko, DJ Wich, Magiera oraz Siwers. Z kolei wśród gości znaleźli się: zespoły HiFi Banda, Pokój z Widokiem na Wojnę oraz raperzy Chada, Ero i VNM. Nagrania promowane teledyskami do utworów „Sztruks”, „Reset”, „Myśl pozytywnie” i „W sercu” uplasowały się na 4. miejscu zestawienia OLiS. Również w maju 2011 roku ukazał się drugi album Chady – WGW, na którym Sokół wraz z Brahem wykonał piosenkę „Ferment”. Na płycie znalazł się także remix w wykonaniu L Pro tegoż utworu, a także z udziałem Enoiks. Wcześniej do sprzedaży trafiła składanka Grube jointy 2: karani za nic na potrzeby której Sokół nagrał piosenkę pt. „Dentysta”. W ramach promocji nagrań do utworu został zrealizowany również teledysk.
19 września tego samego roku odbyła się premiera utworu „Prosto w kosmos” nagranego przez Sokoła i Starostę z gościnnym udziałem Dioxa, Jurasa i VNM-a. Piosenka powstała w ramach promocji pierwszego polskiego sztucznego satelity naukowego „Lem”. Premiera odbyła się w Centrum Badań Kosmicznych PAN w Warszawie po uroczystym nadaniu satelicie imienia od nazwiska pisarza Stanisława Lema, gdzie raper i piosenkarka wraz z gośćmi wykonali utwór na żywo. Na satelicie umieszczona została tabliczka z logotypem Prosto i pseudonimami wszystkich artystów biorących udział w nagraniu tego utworu. Pod koniec roku debiutancka płyta Starosty i Sosnowskiego uzyskała status złotej, sprzedając się w nakładzie 15 tys. egzemplarzy, a także tytuł płyty roku 2011 w kategorii hip hop według czytelników Wirtualnej Polski. W międzyczasie Sokół gościł na płytach takich wykonawców jak: L.U.C., PMM, C.Z.S.T., Pokój z Widokiem na Wojnę, Zarys Zdarzeń oraz Bezimienni.
W 2012 roku Sokół po raz drugi wystąpił na solowej produkcji Chady pt. Jeden z Was. Zwrotki rapera znalazły się w utworze tytułowym, w którym zaśpiewał także Kay, członek kwartetu B.O.K. Do końca roku Sokół wziął gościnnie udział w realizacji płyt Bosskiego Romana – Krak 4, WhiteHouse – Kodex 4, Parzela i Siwersa – Coś się kończy, coś się zaczyna oraz debiucie producenckim Donatana – Równonoc. Słowiańska dusza. Muzyk nagrał także piosenki z przeznaczeniem na składanki Drużyna mistrzów i Prosto Mixtape Kebs.
8 czerwca 2013 w Krakowie wraz z innymi artystami hiphopowymi wziął udział w koncercie pod nazwą „Tajne komplety”, zorganizowanym przez rapera Tadka i oddział Instytutu Pamięci Narodowej, stanowiącym połączenie wykonanej muzyki hip-hopowej i przekazanych treści z zakresu historii Polski.

## Działalność pozamuzyczna
W 2000 roku raper powołał wytwórnię muzyczną Prosto. W latach późniejszych firma rozszerzyła działalność o produkcję odzieży, a także przyjęła status spółki z ograniczoną odpowiedzialnością. W latach 2006–2009 Sokół pełnił w firmie funkcję brand managera, był także członkiem zarządu. Od 2009 roku jest przewodniczącym rady nadzorczej. W latach 2009–2013 Sosnowski był udziałowcem i dyrektorem kreatywnym Independent Media Platform Sp. z o.o.
W 2001 roku był asystentem Anny Mieścickiej w trakcie prac nad tłumaczeniem biografii amerykańskiego rapera Eminema pt. Wściekły blond (ang. Angry Blonde; ISBN 83-87598-83-6). Raper był także jednym z bohaterów filmu dokumentalnego MTV Polska w reżyserii Joanny Rechnio pt. „Mówią bloki człowieku 2”. W 2006 roku wystąpił w roli dubbingowanej w serialu Ziomek. Również w 2006 roku Sokół wystąpił, jako on sam w filmie fabularnym Xawerego Żuławskiego „Chaos”.
1 października 2010 miała miejsce premiera książki Jakuba Żulczyka „Zrób mi jakąś krzywdę” wydanej na CD w formie audiobooka czytanego przez Sokoła. Natomiast w 2011 odbyła się premiera filmu animowanego Jeż Jerzy w reżyserii Wojtka Wawszczyka, w której wcielił się w postać skinheada Stefana. Do końca 2012 roku jako dziennikarz był związany ze stacją radiową Roxy FM, w której wraz z Jakubem Żulczykiem prowadził autorską audycję „Instytut Prosto”. Wcześniej wraz z Agnieszką Sielańczyk prowadził program „Prosto w Roxy”. Prowadził także program „Kozackie sprzęty”, emitowany na kanale YouTube czasopisma PC World.
Raper jest członkiem Akademii Fonograficznej ZPAV.

## Życie prywatne
Sokół, właściwie Wojciech Sosnowski urodził się 11 marca 1977 roku w Warszawie jako Wojciech Sokół. Sokół pochodzi z niepełnej rodziny, o zmiennym statusie materialnym. Jego dziadek w latach 70. i 80. XX wieku był przedstawicielem na Polskę szwajcarskich firm farmaceutycznych. Matka, Iwona Michalska-Sosnowska, przez pewien czas była prezesem dużej firmy odzieżowej. Natomiast zmarły w 1995 roku ojciec rapera Jan Sokół, oprócz prowadzenia biznesu, pisał teksty piosenek dla grupy Papa Dance. Jest praprawnukiem Stanisława Wyspiańskiego (1869–1907). Babcia Sokoła, Krystyna Maria Michalska, była wnuczką Wyspiańskiego, córką Adama i Heleny (1895–1971) Chmurskich. Jego krewnym był fizyk Leonard Sosnowski, a stryjem jest malarz surrealista Leszek Sokół. Ma starszego brata, który mieszka w Moskwie.
Sosnowski w Warszawie uczęszczał do szkoły plastycznej, w której poznał innego rapera, Pona (obu usunięto ze szkoły). W przeszłości mieszkał w Gruzji i Łotwie. Maturę w języku rosyjskim napisał w gruzińskiej szkole w Tbilisi. Przez ponad 13 lat oficjalnie był bezdomny. W tym czasie mieszkał u znajomych, między innymi przez półtora roku w mieszkaniu Pona.
W latach 2009–2016 raper pozostawał w związku partnerskim z piosenkarką Marysią Starostą. Następnie spotykał się z modelką Katarzyną Porycką. Oboje 27 lipca 2019 byli świadkami na ślubie Jerzego „Jurasa” Wrońskiego i Anny Wasowskiej. Jego obecną dziewczyną jest modelka Kinga Kożuch (stan na 2023 rok).

## Dyskografia
Albumy
| Rok  | Album | Pozycja na liście | Sprzedaż        | Certyfikat                |
| Rok  | Album | POL               | Sprzedaż        | Certyfikat                |
| ---- | --- | ----------------- | --------------- | ------------------------- |
| 2011 | Czysta brudna prawda (oraz Marysia Starosta) - Data: 13 maja 2011 - Wydawca: Prosto - Format: CD, LP, digital download                      | 4                 | - POL: 90 000+  | - POL: 3× platynowa płyta |
| 2013 | Czarna biała magia (oraz Marysia Starosta) - Data: 13 grudnia 2013 - Wydawca: Prosto - Format: CD, LP, digital download                     | 1                 | - POL: 60 000+  | - POL: 2× platynowa płyta |
| 2015 | Różewicz – Interpretacje (oraz Hades i Sampler Orchestra) - Data: 12 czerwca 2015 - Wydawca: Prosto, NCK - Format: CD, LP, digital download | 29                |                 |                           |
| 2019 | Wojtek Sokół - Data: 15 lutego 2019 - Wydawca: Prosto - Format: CD, digital download                                                        | 1                 | - POL: 120 000+ | - POL: 4× platynowa płyta |
| 2021 | Nic - Data: 19 listopada 2021 - Wydawca: Prosto - Format: CD, digital download                                                              | 1                 | - POL: 90 000+  | - POL: 3× platynowa płyta |

Single
| Rok                          | Tytuł                                                                                                | Pozycja na liście | Pozycja na liście | Pozycja na liście | Certyfikat                | Album                                    |
| Rok                          | Tytuł                                                                                                | RMF               | SLiP              | WFM               | Certyfikat                | Album                                    |
| ---------------------------- | --- | ----------------- | ----------------- | ----------------- | ------------------------- | ---------------------------------------- |
| 2011                         | „Reset” (oraz Marysia Starosta)                                                                      | –                 | –                 | –                 |                           | Czysta brudna prawda                     |
| 2011                         | „Sztruks” (oraz Marysia Starosta)                                                                    | –                 | –                 | –                 |                           | Czysta brudna prawda                     |
| 2013                         | „Wyblakłe myśli” (oraz Marysia Starosta)                                                             | –                 | –                 | –                 |                           | Czarna biała magia                       |
| 2014                         | „Zepsute miasto” (oraz Marysia Starosta)                                                             | –                 | –                 | –                 |                           | Czarna biała magia                       |
| 2015                         | „W dół brzuchem” (oraz Marysia Starosta)                                                             | –                 | –                 | –                 |                           | Czarna biała magia                       |
| 2015                         | „Rób to, w co wierzysz”                                                                              | –                 | –                 | –                 | - POL: złota płyta        | Wojtek Sokół (edycja deluxe)             |
| 2017                         | „Świadomy sen” (oraz Dawid Podsiadło)                                                                | –                 | –                 | –                 | - POL: platynowa płyta    | Wojtek Sokół (edycja deluxe)             |
| 2018                         | „Chcemy być wyżej”                                                                                   | 4                 | 31                | 1                 | - POL: 3× platynowa płyta | Wojtek Sokół                             |
| 2019                         | „Koniec gatunku” (gościnnie: Lena Osińska)                                                           | –                 | –                 | –                 | - POL: platynowa płyta    | Wojtek Sokół                             |
| 2019                         | „Napad na bankiet” (gościnnie: PRO8L3M i Taco Hemingway)                                             | –                 | –                 | –                 | - POL: 4× platynowa płyta | Wojtek Sokół                             |
| 2020                         | „Zorro”                                                                                              | –                 | –                 | –                 |                           |                                          |
| 2021                         | „Cześć” (gościnnie: Sarius)                                                                          | –                 | –                 | –                 | - POL: platynowa płyta    | Nic                                      |
| 2021                         | „Jednorożec”                                                                                         | –                 | –                 | –                 | - POL: 3× platynowa płyta | Nic                                      |
| 2021                         | „Batoniki” (gościnnie: Hodak)                                                                        | –                 | –                 | –                 |                           | Nic                                      |
| 2021                         | „Na cały świat” (gościnnie: Quebonafide, Pezet)                                                      |                   |                   |                   | - POL: platynowa płyta    | Nic                                      |
| 2021                         | „Płaczemy pięścią w stół”                                                                            |                   |                   |                   | - POL: złota płyta        | Nic                                      |
| 2023                         | „Całkiem nowa bajka” (oraz Igo, Kaśka Sochacka, Mrozu, Artur Rojek, Brodka, Ralph Kaminski i Bedoes) |                   |                   |                   | - POL: diamentowa płyta   | Akademia pana Kleksa (ścieżka dźwiękowa) |
| „–” singel nie był notowany. | |                   |                   |                   |                           |                                          |

Inne notowane lub certyfikowane utwory
| Rok  | Tytuł                                                                         | Pozycja na liście | Pozycja na liście | Certyfikat                | Album            |
| Rok  | Tytuł                                                                         | SLiP              | LP3               | Certyfikat                | Album            |
| ---- | ----------------------------------------------------------------------------- | ----------------- | ----------------- | ------------------------- | ---------------- |
| 2003 | „Najdłuższy chillout w mieście” 15 Minut Projekt (oraz Sokół i Anna Szarmach) | 39                | 49                |                           | 15 minut projekt |
| 2019 | „Hybryda”                                                                     |                   |                   | - POL: platynowa płyta    | Wojtek Sokół     |
| 2019 | „I tak i nie” (gościnnie: Hewra)                                              |                   |                   | - POL: złota płyta        | Wojtek Sokół     |
| 2019 | „Lepiej jak jest lepiej” (gościnnie: Mateusz Krautwurst)                      |                   |                   | - POL: platynowa płyta    | Wojtek Sokół     |
| 2019 | „MC Hasselblad”                                                               |                   |                   | - POL: złota płyta        | Wojtek Sokół     |
| 2019 | „Nie da na da” (gościnnie: Marcin Pyszora)                                    |                   |                   | - POL: złota płyta        | Wojtek Sokół     |
| 2019 | „Pluszowy”                                                                    |                   |                   | - POL: złota płyta        | Wojtek Sokół     |
| 2019 | „Pomyłka” (gościnnie: Andrzej Zaucha)                                         |                   |                   | - POL: złota płyta        | Wojtek Sokół     |
| 2019 | „Skażony”                                                                     |                   |                   | - POL: złota płyta        | Wojtek Sokół     |
| 2019 | „Sprytny Eskimos” (gościnnie: Igo)                                            |                   |                   | - POL: platynowa płyta    | Wojtek Sokół     |
| 2019 | „Z tobą”                                                                      |                   |                   | - POL: 2× platynowa płyta | Wojtek Sokół     |
| 2019 | „Za ręce”                                                                     |                   |                   | - POL: złota płyta        | Wojtek Sokół     |
| 2020 | „Gazprom” (Quebonafide; gośc. Sokół)                                          |                   |                   | - POL: platynowa płyta    | Romantic Psycho  |
| 2021 | „Zombie” (PRO8L3M; gośc. Sokół, Duit)                                         |                   |                   | - ZPAV: złota płyta       | Fight Club       |
| 2021 | „After” (gościnnie: Fred)                                                     |                   |                   | - POL: złota płyta        | Nic              |
| 2021 | „Jak urosnę” (gościnnie: Fasolki)                                             |                   |                   | - POL: złota płyta        | Nic              |
| 2021 | „Plastikowy tulipan”                                                          |                   |                   | - POL: złota płyta        | Nic              |

Kompilacje różnych wykonawców
| Rok  | Album                                           | Utwór | Źródło  |
| ---- | ----------------------------------------------- | --- | ------- |
| 2000 | Styl reprezentacji pierwszej ligi               | Sokół – „A zresztą...” | [ 15 ]  |
| 2000 | Pokaż walory                                    | Włodi, Fu, Sokół, Jaźwa – „Pamiętaj o melanżu” | [ 16 ]  |
| 2001 | Projekt postawa – co od dzisiaj jest istotne... | Sokół, Felipe – „Niekończąca się historia końca z końcem wiązania” | [ 20 ]  |
| 2006 | Cuba Libre                                      | Sokół, Los Sicarios, Pallacio – „Checkeando” Sokół, Koras, Los Sicarios – „A Veces” | [ 48 ]  |
| 2006 | Prosto Mixtape Deszczu Strugi                   | DonGURALesko, O.S.T.R., Sokół – „Ziomek” Sokół, Juras – „Ostatni moment” Sokół, Bilon – „Podnieś” Jędker, Felipe, Sokół, Mieron, Koras, Kali, Fu, Suja – „Jedziesz 1" | [ 47 ]  |
| 2010 | Prosto Mixtape 600V                             | Hades, Ostry, VNM, Małolat, Sokół – „Mentalne blizny” Zarys Zdarzeń, Sokół, Wbrew Regułom – „Do fury” Sokół, VNM – „Jestem swój” Bezimienni, Sokół, VNM – „Mógłbym Ci opowiedzieć (Prosto Remix)” Sokół, Siwers, Ero – „Pieniądze nie śmierdzą” PMM, Brahu, Romeo, Popek, Młody Biały, VNM, Sokół – „Prosto stąd” EastWest Rockers, Sokół, Marika – „Mój głos (Mothaship Remix)” Spens, Sokół, Smoky Mo – „To nie gra, to życie” Ill G, Sokół – „Mój blok (Prosto Remix)” Elfue, KaeN, Doz, Pokój Z Widokiem Na Wojnę, Sid, Młody Biały, Zdycha, Karlos, Sokół, Elvis, Pewna Pozycja, Fu – „U nas na śródmieściu” | [ 69 ]  |
| 2011 | Grube jointy 2: karani za nic                   | Sokół – „Dentysta” | [ 77 ]  |
| 2012 | Drużyna mistrzów                                | Bosski Roman, Sokół – „Jak zaczynasz dzień” | [ 93 ]  |
| 2012 | Prosto Mixtape Kebs                             | VNM, Rak, Wężu, Juras, MadMajk, Diox, Brahu, Sokół, Pezet – „Życie wypisane na twarzy” Parzel, Sokół, Sitek – „Plaża” | [ 94 ]  |
| 2014 | Prosto XV                                       | Sokół, Marysia Starosta – „Czysta brudna prawda” | [ 158 ] |
| 2015 | Prosto Mixtape IV                               | Sokół, Taco Hemingway, Ras – „Lek przeciwbólowy” Sokół, Brahu, Kaen – „Szczęśliwy idiota” Sokół, Marysia Starosta, Bilon – „Zepsute miasto Prosto Remix” VNM, KęKę, Sokół, Quebonafide – „Brać życie za mordę” | [ 159 ] |

Występy gościnne
| Rok  | Album                                              | Utwór | Źródło  |
| ---- | -------------------------------------------------- | --- | ------- |
| 1998 | DJ 600V – Produkcja hip-hop                        | „Pamiętaj o melanżu” (gościnnie: Włodi, Fu, Sokół, Jaźwa)                                                                 | [ 9 ]   |
| 2000 | Zipera – O.N.F.R.                                  | „Sztuczna twarz” (gościnnie: Sokół)                                                                                       | [ 13 ]  |
| 2000 | Mor W.A. – Te słowa mówią wszystko                 | „Idź za ciosem” (gościnnie: Młody Łyskacz, Sokół, Włodi, Fu)                                                              | [ 14 ]  |
| 2001 | Eldo – Opowieść o tym, co tu dzieje się naprawdę   | „Numerki” (gościnnie: Sokół)                                                                                              | [ 19 ]  |
| 2002 | Fu – Futurum                                       | „Mój projekt, moje życie” (gościnnie: Sokół)                                                                              | [ 27 ]  |
| 2002 | Pono – Hołd                                        | „Hołd” (gościnnie: Sokół)                                                                                                 | [ 28 ]  |
| 2002 | WSP – Wspólnicy                                    | „Zarobek” (gościnnie: Sokół)                                                                                              | [ 29 ]  |
| 2002 | Vienio, Pele – Autentyk                            | „Znów” (gościnnie: Sokół)                                                                                                 | [ 30 ]  |
| 2003 | Emade – Album producencki                          | „Dam ci przeżyć” (gościnnie: Sokół)                                                                                       | [ 35 ]  |
| 2003 | 15 Minut Projekt – 15 Minut Projekt                | „Najdłuższy chillout w mieście” (gościnnie: Sokół, Anna Szarmach)                                                         | [ 36 ]  |
| 2004 | Hemp Gru – Klucz                                   | „Poza kontrolą” (gościnnie: Sokół)                                                                                        | [ 37 ]  |
| 2004 | Analogia – Esencja czysta                          | „Byłem pewien” (gościnnie: Peja, Sokół, Fu)                                                                               | [ 38 ]  |
| 2005 | Slums Attack – Najlepszą obroną jest atak          | „Reprezentuję biedę” (gościnnie: Sokół)                                                                                   | [ 39 ]  |
| 2005 | Małolat/Ajron – W pogoni za lepszej jakości życiem | „Sąsiedzi” (gościnnie: Ero, Sokół)                                                                                        | [ 40 ]  |
| 2006 | Bez Cenzury – Klasyk                               | „Reprezentuję siebie” (gościnnie: JWP Maffia, THS Klika, JurasWigor, Sokół, Jacenty, Lui, Hemp Gru, Ko1Fu, Pyskaty, Yogi) | [ 45 ]  |
| 2006 | THS Klika – Liryka chodnika                        | „Ślepy zaułek” (gościnnie: Sokół)                                                                                         | [ 46 ]  |
| 2007 | Fu – Krew i dusza                                  | „Imperium zła” (gościnnie: Rocca, Sokół, Olsen)                                                                           | [ 52 ]  |
| 2007 | Bosski Roman & Piero – Krak                        | „Na 100%” (gościnnie: Sokół, Tadek) „Kto twoim Bogiem?” (gościnnie: Sokół)                                                | [ 53 ]  |
| 2007 | WhiteHouse – Kodex 3: Wyrok                        | „Oni mogliby” (gościnnie: Sokół)                                                                                          | [ 54 ]  |
| 2008 | Projektanci – Braterstwo krwi                      | „Pomocna dłoń” (gościnnie: Sobota, Sokół)                                                                                 | [ 59 ]  |
| 2008 | Oxy.gen – Dziewczyny                               | „Angela (Gdybym wiedział, że istniejesz)” (gościnnie: Sokół)                                                              | [ 60 ]  |
| 2008 | Popek – HeavyWeight                                | „Już mnie nie zobaczysz” (gościnnie: Sokół)                                                                               | [ 61 ]  |
| 2008 | Bezimienni – Walka                                 | „Mógłbym Ci opowiedzieć” (gościnnie: Sokół)                                                                               | [ 62 ]  |
| 2008 | Komplex – Dosadno u raju                           | „Bolji svet” (gościnnie: Sokół)                                                                                           | [ 63 ]  |
| 2009 | WhiteHouse – Poeci                                 | „Niech nikt nad grobem mi nie płacze” (Stanisław Wyspiański) (gościnnie: Sokół)                                           | [ 64 ]  |
| 2009 | Robert M – Taxi                                    | „Chciałbym tu” (gościnnie: Sokół)                                                                                         | [ 65 ]  |
| 2010 | Toony & DJ Tomekk – Ehrenkodex                     | „Może kiedyś” (gościnnie: Sokół)                                                                                          | [ 66 ]  |
| 2010 | Pokój z Widokiem na Wojnę – 2010                   | „Wojna o pokój” (gościnnie: Sokół) „Ramię w ramię” (gościnnie: Sokół)                                                     | [ 67 ]  |
| 2010 | HiFi Banda – 23:55                                 | „Dobra droga” (gościnnie: Sokół) „Nie śpię” (gościnnie: Sokół)                                                            | [ 68 ]  |
| 2011 | Chada – WGW                                        | „Ferment” (gościnnie: Sokół, Brahu) „Ferment” (L Pro Remix) (gościnnie: Sokół, Enoiks)                                    | [ 76 ]  |
| 2011 | L.U.C. – Kosmostumostów                            | „Pospolite ruszenie” (gościnnie: Sokół)                                                                                   | [ 82 ]  |
| 2011 | PMM – Poza horyzont                                | „Rwany rytm” (gościnnie: Sokół)                                                                                           | [ 83 ]  |
| 2011 | C.Z.S.T. – Moment rozliczenia                      | „Wizerunek” (gościnnie: Sokół)                                                                                            | [ 84 ]  |
| 2011 | Pokój z Widokiem na Wojnę – Droga wojownika        | „Moja pierwsza dziewczyna – Remix 1" (gościnnie: Sokół)                                                                   | [ 85 ]  |
| 2011 | Zarys Zdarzeń – 2011                               | „Kilkaset słów” (gościnnie: Sokół, Martita)                                                                               | [ 86 ]  |
| 2011 | Bezimienni – Co mnie nie zabije to mnie wzmocni    | „Kiedyś byłem głuchy” (gościnnie: Sokół)                                                                                  | [ 87 ]  |
| 2012 | Chada – Jeden z Was                                | „Jeden z Was” (gościnnie: Sokół, Kay)                                                                                     | [ 88 ]  |
| 2012 | Bosski Roman – Krak 4                              | „Czym jest sukces?” (gościnnie: Sokół i Marysia Starosta)                                                                 | [ 89 ]  |
| 2012 | WhiteHouse – Kodex 4                               | „Do jutra” (gościnnie: VNM, Sokół, Hades)                                                                                 | [ 90 ]  |
| 2012 | Parzel, Siwers – Coś się kończy, coś się zaczyna   | „Nie powiem Ci jak żyć” (gościnnie: Sokół)                                                                                | [ 91 ]  |
| 2012 | Zjawin – Wszystko jedno                            | „Ślub” (gościnnie: Sokół, Marysia Starosta)                                                                               | [ 160 ] |
| 2012 | Donatan – Równonoc. Słowiańska dusza               | „Z samym sobą” (gościnnie: Sokół)                                                                                         | [ 92 ]  |
| 2013 | Popek – Monster                                    | „Kto nie ryzykuje, szampana nie pije” (gościnnie: Sokół, Paluch)                                                          | [ 161 ] |
| 2013 | Pih – Dowód rzeczowy nr 3                          | „Bez złudzeń” (gościnnie: Sokół, Lukasyno)                                                                                | [ 162 ] |
| 2013 | DJ. B, Szczur – Zaraza                             | „Dom zły” (gościnnie: Pezet, Juras, Sokół)                                                                                | [ 163 ] |
| 2013 | Dixon37 – O.Z.N.Z. (Od zawsze na zawsze)           | „Jestem z Tobą” (gościnnie: Sokół, O.S.T.R.)                                                                              | [ 164 ] |
| 2013 | Paluch – Lepszego życia diler                      | „Chcę mniej” (gościnnie: Sokół)                                                                                           | [ 165 ] |
| 2014 | Vienio – Etos 2                                    | „Nie zabijaj dziecka, które siedzi we mnie” (gościnnie: Sokół)                                                            | [ 166 ] |
| 2014 | WhiteHouse – Kodex 5 Elements                      | „To” (gościnnie: Sokół, Marysia Starosta)                                                                                 | [ 167 ] |
| 2014 | Pokój z Widokiem na Wojnę – Grawitacja             | „Religia” (gościnnie: Sokół, Marysia Starosta)                                                                            | [ 168 ] |

## Teledyski
| Tytuł | Rok  | Reżyseria/Realizacja              | Album                                 | Źródło  |
| --- | ---- | --------------------------------- | ------------------------------------- | ------- |
| „Sztruks” (oraz Marysia Starosta)                                                                                     | 2011 | Kuba Dąbrowski                    | Czysta brudna prawda                  | [ 71 ]  |
| „Reset” (oraz Marysia Starosta)                                                                                       | 2011 | Wal&Gura, Kuba Łubniewski         | Czysta brudna prawda                  | [ 72 ]  |
| „Myśl pozytywnie” (oraz Marysia Starosta)                                                                             | 2012 | Wal&Gura, Kuba Łubniewski         | Czysta brudna prawda                  | [ 73 ]  |
| „W sercu” (oraz Marysia Starosta)                                                                                     | 2012 | Wal&Gura                          | Czysta brudna prawda                  | [ 74 ]  |
| „Wyblakłe myśli” (oraz Marysia Starosta)                                                                              | 2013 | Maciek Szupica, Wal&Gura          | Czarna biała magia                    | [ 169 ] |
| „Zepsute miasto” (oraz Marysia Starosta)                                                                              | 2014 | Jakub Radej                       | Czarna biała magia                    | [ 170 ] |
| „Nie śmiem”/„Wicher dobijał się do okien” (oraz Hades i Sampler Orchestra)                                            | 2015 | Liubov Gorobiuk                   | Różewicz – Interpretacje              | [ 171 ] |
| „W dół brzuchem” (oraz Marysia Starosta)                                                                              | 2015 | Papaya Films                      | Czarna biała magia                    | [ 172 ] |
| Gościnnie |      |                                   |                                       |         |
| Emade – „Dam ci przeżyć” (gościnnie: Sokół)                                                                           | 2003 | –                                 | Album producencki                     | [ 173 ] |
| Peja/Slums Attack – „Reprezentuję biedę” (gościnnie: Sokół)                                                           | 2005 | Dariusz Szermanowicz              | Najlepszą obroną jest atak            | [ 174 ] |
| Bez Cenzury – „Reprezentuję siebie” (gościnnie: Sokół, Hemp Gru i inni)                                               | 2006 | –                                 | Klasyk                                | [ 175 ] |
| Los Sicarios – „Checkeando” (gościnnie: Pallacio, Sokół)                                                              | 2006 | –                                 | Cuba Libre                            | [ 176 ] |
| Los Sicarios – „A Veces” (gościnnie: Sokół, Koras)                                                                    | 2007 | –                                 | Cuba Libre                            | [ 177 ] |
| Bosski Roman – „Na 100%” (gościnnie: Sokół, Tadek)                                                                    | 2007 | –                                 | Krak                                  | [ 178 ] |
| Fu – „Ekskluzywny nokaut” (gościnnie: Sokół, Jędker)                                                                  | 2009 | Dwaem Media Group                 | Retrospekcje                          | [ 179 ] |
| HiFi Banda – „Puszer remix” (gościnnie: Sokół, Ero, Tomasin, Zawodnik, Kosi)                                          | 2010 | Letemknow                         | Puszer                                | [ 180 ] |
| Pokój z Widokiem na Wojnę – „Pokój z widokiem na wojnę” (gościnnie: Sokół i Marysia Starosta)                         | 2010 | 1cell                             | 2010                                  | [ 181 ] |
| Popek – „Champion sound” (gościnnie: Sokół, Hijack)                                                                   | 2010 | Dziecko Wojny                     | –                                     | [ 182 ] |
| L.U.C. – „Pospolite ruszenie” (gościnnie: Sokół)                                                                      | 2011 | L.U.C., NCK, Endorfina Media      | Kosmostumostów                        | [ 183 ] |
| Donatan – „Z samym sobą” (gościnnie: Sokół)                                                                           | 2012 | Piotr Smoleński                   | Równonoc. Słowiańska dusza            | [ 184 ] |
| PMM – „Rwany rytm” (gościnnie: Sokół)                                                                                 | 2012 | Dobrekino Studio                  | Poza horyzont                         | [ 185 ] |
| Berezin – „Vera, chest, pravda” (gościnnie: Sokół)                                                                    | 2012 | Michal Dabal, Wal&Gura            | ХМ2012                                | [ 186 ] |
| DJ. B, Szczur – „Dom zły” (gościnnie: Sokół, Pezet, Juas)                                                             | 2013 | Krzysztof Kiziewicz               | Zaraza                                | [ 187 ] |
| Nizioł – „Stary wyga” (gościnnie: Lukasyno, Sokół)                                                                    | 2014 | Oesvidyo                          | Pretekst                              | [ 188 ] |
| Dixon37 – „Jestem z tobą” (gościnnie: Sokół, O.S.T.R.)                                                                | 2014 | ML Filmz                          | O.Z.N.Z. (Od zawsze na zawsze)        | [ 189 ] |
| Vienio – „Nie zabijaj dziecka, które siedzi we mnie” (gościnnie: Sokół)                                               | 2014 | Adrian Łapczyński, Paweł Krzepina | Etos 2                                | [ 190 ] |
| Inne |      |                                   |                                       |         |
| DonGURALesko, O.S.T.R., Sokół – „Ziomek”                                                                              | 2007 | –                                 | Prosto Mixtape Deszczu Strugi         | [ 191 ] |
| T.Love – „Love Love Love”                                                                                             | 2008 | Krzysztof Ostrowski               | Love, Love, Love – The Very BesT.Love | [ 192 ] |
| Felipe, VNM, Jędker, Pezet, Sokół, Brahu, Numer Raz, Eldo – „I żeby było normalnie”                                   | 2010 | 1cell                             | Prosto Mixtape 600V                   | [ 193 ] |
| Elfue, Kaen, Doz, Koras, Sid, Młody B, Zdycha, Karlos, Sokół, Elvis, Jacol, Fu, Juras, Kowal – „U nas na śródmieściu” | 2010 | Wal&Gura                          | Prosto Mixtape 600V                   | [ 194 ] |
| Sokół, Siwers, Ero – „Pieniądze nie śmierdzą”                                                                         | 2011 | R5                                | Prosto Mixtape 600V                   | [ 195 ] |
| Zarys Zdarzeń, Sokół, Jarru, Cukraz – „Do fury”                                                                       | 2011 | sensi&                            | Prosto Mixtape 600V                   | [ 196 ] |
| Sokół – „Dentysta” | 2011 | Zu Road                           | Grube jointy 2: karani za nic         | [ 78 ]  |
| Sokół, Ero – „Jeż Jerzy”                                                                                              | 2011 | Kuba Tarkowski                    | –                                     | [ 197 ] |
| Numer Raz, Pyskaty, Onar, Sokół, Juchas, Chada, Pezet i inni – „A pamiętasz jak?”                                     | 2011 | Letemknow                         | A pamiętasz jak? (singel)             | [ 198 ] |
| Bosski Roman, Sokół – „Jak zaczynasz dzień”                                                                           | 2012 | Wal&Gura                          | Drużyna mistrzów                      | [ 199 ] |
| VNM, KęKę, Sokół, Quebonafide – „Brać życie za mordę”                                                                 | 2015 | Ludwik Lis                        | Prosto Mixtape IV                     | [ 200 ] |

## Nagrody i wyróżnienia
| Rok  | Kategoria                                                                                           | Nagroda                            | Uwagi     | Źródło  |
| ---- | --------------------------------------------------------------------------------------------------- | ---------------------------------- | --------- | ------- |
| 2008 | Artysta roku                                                                                        | Viva Comet Awards                  | Nominacja | [ 201 ] |
| 2011 | Teledysk roku (Felipe, VNM, Jędker, Pezet, Sokół, Brahu, Numer Raz, Eldo – „I żeby było normalnie”) | Viva Comet Awards                  | Nominacja | [ 202 ] |
| 2012 | Płyta roku (Sokół, Marysia Starosta – Czysta brudna prawda)                                         | Plebiscyt portalu Wirtualna Polska | Laur      | [ 81 ]  |
| 2012 | Płyta roku (Sokół, Marysia Starosta – Czysta brudna prawda)                                         | Plebiscyt portalu Rapduma.pl       | Laur      | [ 203 ] |
| 2015 | Klip roku (Sokół, Marysia Starosta – „Zepsute miasto”)                                              | Sztosy 2014                        | Nominacja | [ 204 ] |
| 2015 | Album roku hip-hop (Sokół, Marysia Starosta – „Czarna biała magia”)                                 | Fryderyki 2015                     | Nominacja | [ 205 ] |
| 2016 | Album roku hip-hop (Różewicz – Interpretacje)                                                       | Fryderyki 2016                     | Nominacja | [ 206 ] |

## Filmografia
| Tytuł                     | Rok  | Reżyseria        | Rola              | Źródło  |
| ------------------------- | ---- | ---------------- | ----------------- | ------- |
| „Mówią bloki człowieku 2” | 2001 | Joanna Rechnio   | jako on sam       | [ 100 ] |
| „Ziomek”                  | 2006 | Laurent Nicolas  | rola dubbingowana | [ 102 ] |
| „Chaos”                   | 2006 | Xawery Żuławski  | jako on sam       | [ 103 ] |
| „Jeż Jerzy”               | 2011 | Wojtek Wawszczyk | jako Stefan       | [ 105 ] |
| „One Love”                | 2012 | Paweł Grabowski  | jako on sam       | [ 207 ] |
| „Pionierzy stylu – Włodi” | 2014 | –                | jako on sam       | [ 208 ] |